# 1935 en Saskatchewan
Chronologie de la Saskatchewan
- 1931
- 1932
- 1933
- 1934
- 1935
- 1936
- 1937
- 1938
- 1939

Cette page concerne des événements d'actualité qui se sont produits durant l'année 1935 dans la province canadienne de la Saskatchewan.

## Politique

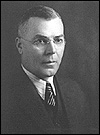
William John Patterson

- Premier ministre : James Garfield Gardiner puis William John Patterson
- Chef de l'Opposition :
- Lieutenant-gouverneur : Hugh Edwin Munroe
- Législature :

## Naissances

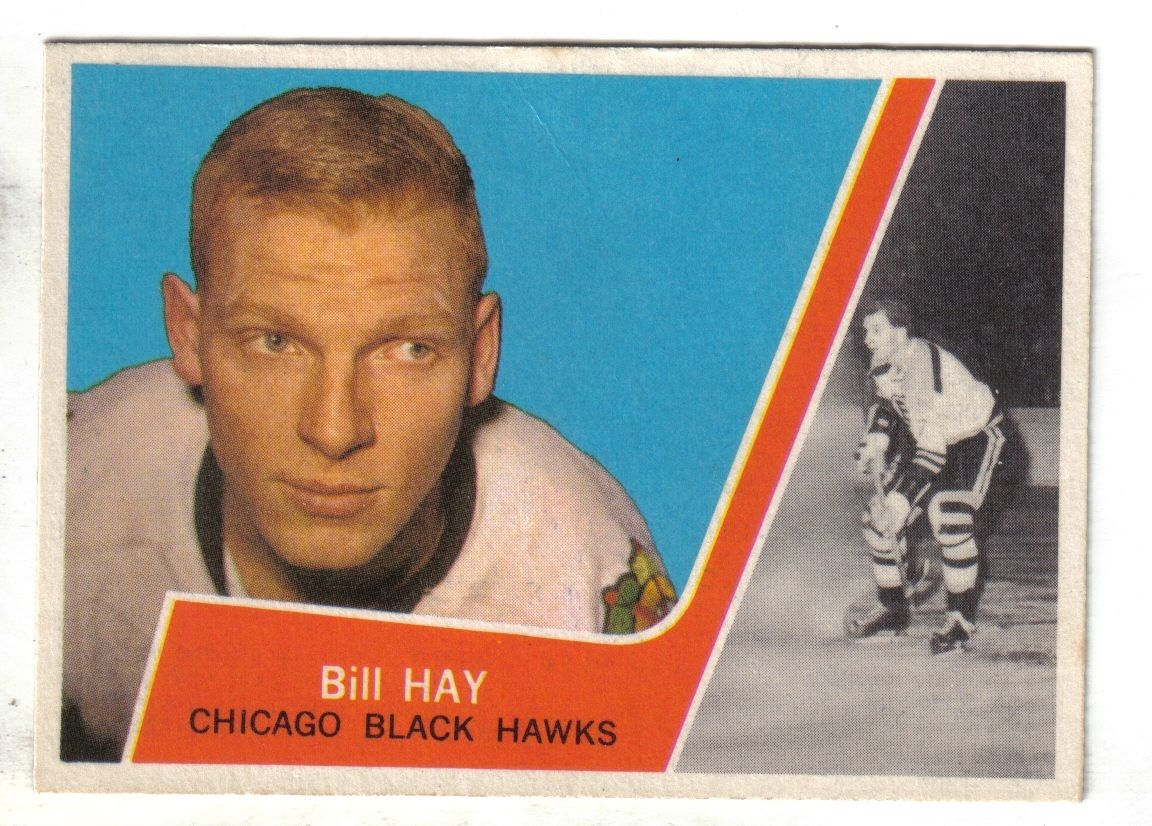
Bill Hay

- 15 avril : Ivan Kenneth Eyre, né à Tullymet, est un peintre canadien.

- 19 mars : Burt Metcalfe est un réalisateur, acteur et producteur canadien né en Saskatchewan.

- 22 avril : Rita Margaret Johnston (née à Melville (Saskatchewan) est une femme politique canadienne en Colombie-Britannique. Johnston est devenue la première femme premier ministre d'une province lorsqu'elle succède à William Vander Zalm en 1991 pour devenir la 29e premier ministre de la Colombie-Britannique.

- 23 juillet : Harvey A. Bennett Sénior (né à Edington - mort le 21 novembre 2004) est un gardien de but professionnel canadien de hockey sur glace qui a joué pour les Bruins de Boston dans la Ligue nationale de hockey. Il a épousé Diana Helen Sullivan. De ses six fils, Harvey Bennett Jr., Curt Bennett et Bill Bennett ont joué dans la LNH. John Bennett a joué dans l'Association mondiale de hockey et Jim Bennett dans la Ligue internationale de hockey. Son plus jeune fils, Peter Bennett, est mort noyé en essayant de sauvé son chien.

- 8 décembre : William Charles « Bill » Hay (né à Saskatoon) est un ancien joueur professionnel canadien de hockey sur glace qui évoluait au poste de centre.